# Lethrinidae
Famille
Les Lethrinidae sont une famille de poissons téléostéens (Teleostei).

## Description et caractéristiques
Ce sont de gros poissons carnivores de l'Indo-Pacifique tropical (même si certaines espèces du genre Lethrinus peuvent se retrouver en Atlantique). Ce sont des poissons côtiers, qui se nourrissent surtout sur le fond, solitaires ou en groupes (surtout pour la reproduction) ; ils ne semblent pas territoriaux. Leur sexuation est généralement hermaphrodite protogyne : ils naissent femelles et deviennent mâles.
Leur nageoire dorsale est caractérisée par ses dix épines et neuf ou dix rayons mous ; la nageoire anale comporte trois épines et entre huit et dix rayons mous.
Presque toutes les espèces font l'objet d'une pêche commerciale, sous des noms tels que « empereur » ou « capitaine ».
Cette famille contient quarante espèces réparties en cinq genres, mais est essentiellement dominée par son genre-type, Lethrinus.

## Taxinomie
Selon World Register of Marine Species (21 octobre 2014) :
- sous-famille des Lethrininae
  - genre Lethrinus Cuvier, 1829 -- 28 espèces
- sous-famille des Monotaxinae
  - genre Gnathodentex Bleeker, 1873 -- 1 espèce
  - genre Gymnocranius Klunzinger, 1870 -- 9 espèces
  - genre Monotaxis -- 1 espèce
  - genre Wattsia Chan & Chilvers, 1974 -- 1 espèce

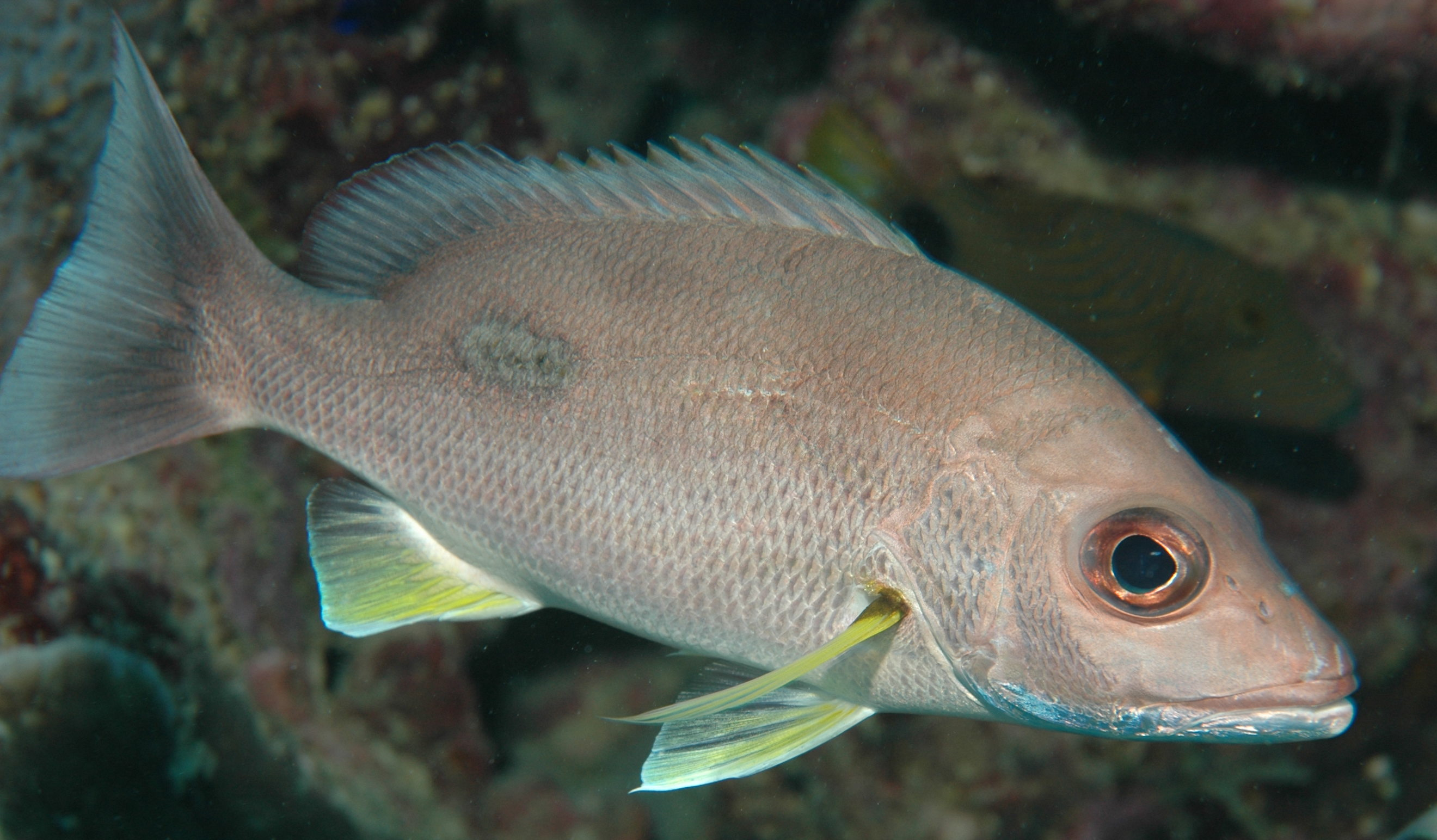
Lethrinus harak
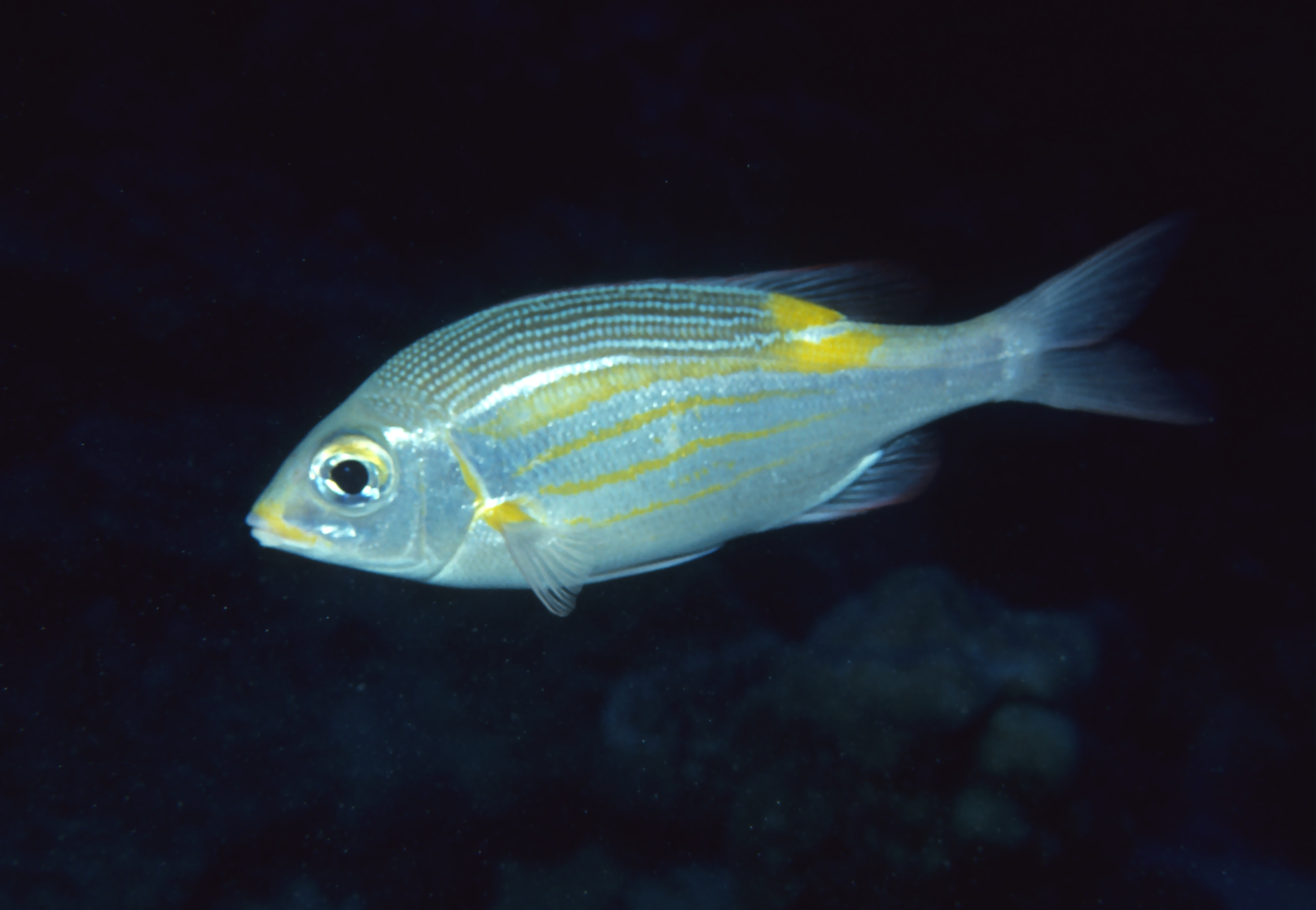
Gnathodentex aureolineatus
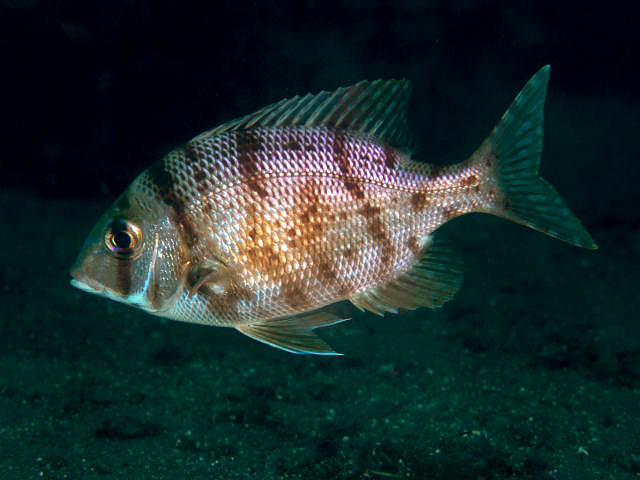
Gymnocranius griseus
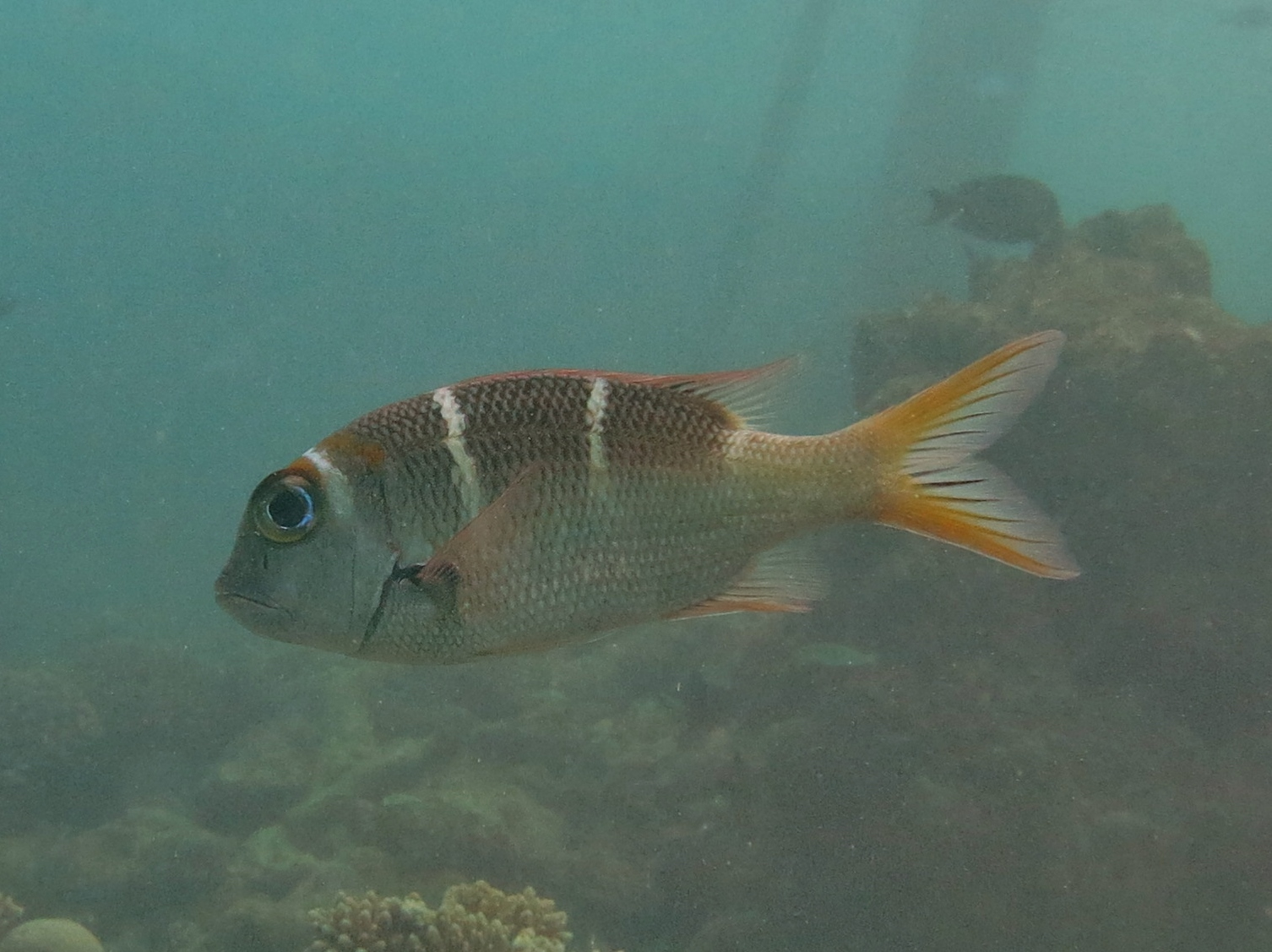
Monotaxis grandoculis